# ابسولوم إم. ويست
ابسولوم إم. ويست هو سياسي أمريكي، ولد في 1818 في ألاباما في الولايات المتحدة، وتوفي في 30 سبتمبر 1894 في هولي سبرينغز في الولايات المتحدة. نشط حزبياً في الحزب الديمقراطي. وقد انتخب عضو مجلس ولاية مسيسيبي ‏.